# Ficarolo
Ficarolo (velenceiül Figaroło) település Olaszországban, Veneto régióban, Rovigo megyében. Lakosainak száma 2147 fő (2023. január 1.). Ficarolo Bondeno, Ferrara, Gaiba, Bagnolo di Po, Salara és Sermide e Felonica községekkel határos.

## Népesség
A település lakossága az elmúlt években az alábbi módon változott:
| Lakosok száma | 2421 | 2407 | 2147 |
|               | 2017 | 2018 | 2023 |